# Estación Combarbalá
Combarbalá fue una estación ferroviaria correspondiente al Longitudinal Norte ubicada en la comuna de Combarbalá, en la Región de Coquimbo, Chile. Actualmente la estación no presta servicios.

## Historia
Con el proceso de conexión de las vías ferroviarias del norte de Chile a través del Longitudinal Norte, una extensión ferroviaria entre la estación Illapel y Estación San Marcos construida desde norte a sur que inició sus obras en 1910 y fue entregada e inaugurada en 1913.
Para 1967 la estación aún operaba, siendo suprimida mediante decreto del 6 de noviembre de 1978.
El edificio de la estación se encuentra en buenas condiciones y usada como vivienda personal, además se encuentran edificios secundarios y una torre de agua. También se encuentra presente una bodega para vagones. El acceso principal al recinto de la estación posee escaleras de concreto, con las cuales se asciende hasta la meseta donde está la estación.